# Must Be the Feeling
Must Be the Feeling is een single van de Britse band Nero van hun album Welcome Reality. Het nummer is de opvolger van Reaching Out.

## Tracklist
| Nr. | Titel               | Duur |
| --- | ------------------- | ---- |
| 1.  | Must Be the Feeling | 4:03 |

| Nr. | Titel                                            | Duur |
| --- | ------------------------------------------------ | ---- |
| 1.  | Must Be the Feeling (radioversie)                | 3:07 |
| 2.  | Must Be the Feeling (live)                       | 6:42 |
| 3.  | Must Be the Feeling (Flux Pavilion & Nero-remix) | 5:10 |
| 4.  | Must Be the Feeling (SebastiAn-remix)            | 4:41 |
| 5.  | Must Be the Feeling (Brookes Brothers-remix)     | 4:42 |
| 6.  | Must Be the Feeling (Azari & III-remix)          | 6:16 |
| 7.  | Must Be the Feeling (Kill the Noise-remix)       | 4:25 |